# Диалекты литовского языка
Диалекты литовского языка — единицы лингвотерриториального членения литовского языка. Традиционно для литовской диалектологии выделяют две большие диалектные группы — жемайтское и аукштайтское наречия, которые делятся на диалекты, а те в свою очередь на говоры. Наиболее известны две классификации литовских диалектов: Антанаса Баранаускаса (в дальнейшем развита Зигмасом Зинкявичюсом) и Казимераса Яунюса (в дальнейшем развита Антанасом Салисом). Эти классификации сильно не отличаются друг от друга. Так как А. Баранаускас был аукштайтом, а К. Яунюс — жемайтом, принято считать, что их описания своих диалектных особенностей точнее.

## Классификация Зинкявичюса и Гирдениса
Согласно классификации Зигмаса Зинкявичюса и Алекса Гирдениса литовские диалекты подразделяются следующим образом:
- жемайтское наречие:
  - западножемайтский диалект (Каркле, Клайпеда, Пликяй, Прекуле, Шилуте, Жарде);
  - северножемайтский диалект:
    - кретингские говоры (Кретинга, Дарбенай, Эндреевас, Гаргждай, Юдренай, Калналис, Куляй, Моседис, Паланга, Плунге, Ретавас, Салантай, Вейвирженай);
    - тельшяйские говоры (Тельшяй, Гадунавас, Илакяй, Кликоляй, Луоке, Мажейкяй, Папиле, Пикеляй, Седа, Скуодас, Векшняй, Жемайтская Кальвария);

  - южножемайтский диалект:
    - расейняйские говоры (Расейняй, Ержвилкас, Кельме, Паграмантис, Скаудвиле, Таураге, Видукле);
    - варняйские говоры (Варняй, Какленай, Куршенай, Кведарна, Лаукува, Шаукенай, Шилале, Швекшна, Ужвентис, Жемайчю-Науместис);
- аукштайтское наречие:
  - западноаукштайтский диалект:
    - каунасские говоры (Каунас, Бирштонас, Даукшяй, Гарлява, Гришкабудис, Езнас, Юрбаркас, Кайшядорис, Калвария, Казлу Руда, Кибартай, Кудиркос-Науместис, Любавас, Лукшяй, Мариямполе, Пренай, Пуня, Шакяй, Велюона, Вилькия, Вилкавишкис);
      - аукштайтский говор Клайпедского края (Пагегяй);

    - шяуляйские говоры (Шяуляй, Арёгала, Байсогала, Гиркалнис, Йонава, Йонишкис, Калнуяй, Пашушвис, Рудишкяй, Скайстгирис, Шакина, Шаукотас, Шилува, Жагаре);

  - восточноаукштайтский диалект:
    - аникшчяйские говоры (Аникшчяй, Адомине, Бакнинкай, Лидуокяй, Панемунялис, Сведасай, Жемайткямис);
    - купишкисские говоры (Купишкис, Палевене, Панделис, Папилис, Скапишкис, Субачюс);
    - паневежские говоры (Паневежис, Биржай, Йонишкелис, Карсакишкис, Каварскас, Крякенава, Линкува, Мяжишкяй, Нямунелё Радвилишкис, Пасвалис, Пашвитинис, Пушалотас, Рагува, Рамигала, Салочяй, Сясикай, Смилгяй, Шедува, Траупис, Вабалнинкас, Вашкай, Видишкяй, Жяймялис);
    - ширвинтские говоры (Ширвинтос, Гялвонай, Гядрайчяй, Муснинкай, Укмярге);
    - утенские говоры (Утяна, Аланта, Даугайляй, Дябяйкяй, Дусятос, Интурке, Кряунос, Куктишкес, Молетай, Обеляй, Рокишкис, Салакас, Ужпаляй, Зарасай);
    - вильнюсские говоры (Вильнюс, Адутишкис, Даугелишкис, Девянишкес, Дисна, Дотяненай, Дукштас, Игналина, Калтаненай, Линкменис, Майшягала, Мялагенай, Нямянчине, Пабраде, Палуше, Римше, Швянчёнеляй, Швянчёнис, Тверячюс);

  - южноаукштайтский (или дзукийский) диалект (Алитус, Аукштадварис, Друскининкай, Дусменис, Эйшишкес, Кабяляй, Канява, Ляйпалингис, Марцинконис, Меркине, Мустейка, Нямунайтис, Паломяне, Рудамина, Рудня, Симнас, Валькининкай, Варена, Вейсеяй, Вевис, Жасляй).

## Классификация Казимераса и Салиса
Классификациялектов литовских согласно работам Яунюса Казимераса и Антанаса Салиса:
- жемайтское наречие (в соответствии с особенностями произношения слова «хлеб» лит. dúona):
  - до́унининки (лит. dounininkai)
  - ду́нининки (лит. dūnininkai)
  - до́нининки (лит. donininkai)
- западноаукштайтское:
  - нижний
  - велюонский
  - южный
- центральноаукштайтское:
- восточноаукштайтское:
  - лит. pantininkai
  - лит. pontininkai
  - лит. puntininkai
- дзукийское наречие
- сувалкийское наречие